# Odontotaenius disjunctus
Odontotaenius disjunctus is een keversoort uit de familie Passalidae. De wetenschappelijke naam van de soort is voor het eerst geldig gepubliceerd in 1800 door Illiger.